# اوبریگهایم
اوبریگهایم (به آلمانی: Obrigheim) یک شهر در آلمان است که در نکار-ادنوالد واقع شده‌است.